# 曾杰 (1980年)
曾杰（1980年9月—），河南商城人，英国皇家化学会会士，现任安徽工业大学校长。

## 生平
1998年进入中国科学技术大学学习，于2008年获博士学位，师从侯建国院士。后在美国圣路易斯华盛顿大学从事博士后研究。2012年回到中国科学技术大学，任合肥微尺度物质科学国家研究中心教授，期间担任中国科学技术大学团委副书记、党委教师工作部副部长、校欧美同学会秘书长。2022年11月，任安徽工业大学党委常委、副校长。2025年1月，任安徽工业大学党委副书记、校长。

## 学术贡献
主要从事二氧化碳催化转化技术研究。发表论文200余篇，入选2019至2023年的全球高被引科学家名录。主持国家杰出青年科学基金，担任国家重点研发计划首席科学家。研究成果入选国家“十三五”科技创新成就展、2022年中国十大科技进展新闻。

## 奖励与荣誉
- 2009年，全国“百篇优秀博士学位论文”提名奖
- 2015年，科技部“中青年科技创新领军人才”入选者
- 2018年，中国新锐科技人物
- 2018年，第十届“侯德榜化工科学技术青年奖”
- 2018年，安徽省自然科学奖一等奖
- 2019年，安徽青年五四奖章
- 2019年，中国化学会“赢创化学创新奖”
- 2019年，国家“万人计划”科技创新领军人才入选者
- 2020年，第十六届中国青年科技奖特别奖
- 2022年，中国科技产业化促进会科学技术一等奖
- 2022年，纳米研究青年科学家奖
- 2023年，第五届科学探索奖
- 2024年，第十二届中国化学会-巴斯夫公司青年知识创新奖
- 2024年，中国颗粒学会自然科学奖一等奖
- 2024年，中国材料研究学会科学技术奖一等奖
- 2024年，发展中国家科学院化学奖
- 2025年，第四届青山科技奖[4]